# Pellenes arciger
Pellenes arciger là một loài nhện trong họ Salticidae.
Loài này thuộc chi Pellenes. Pellenes arciger được Charles Athanase Walckenaer miêu tả năm 1837.